# Mobilier de jardin

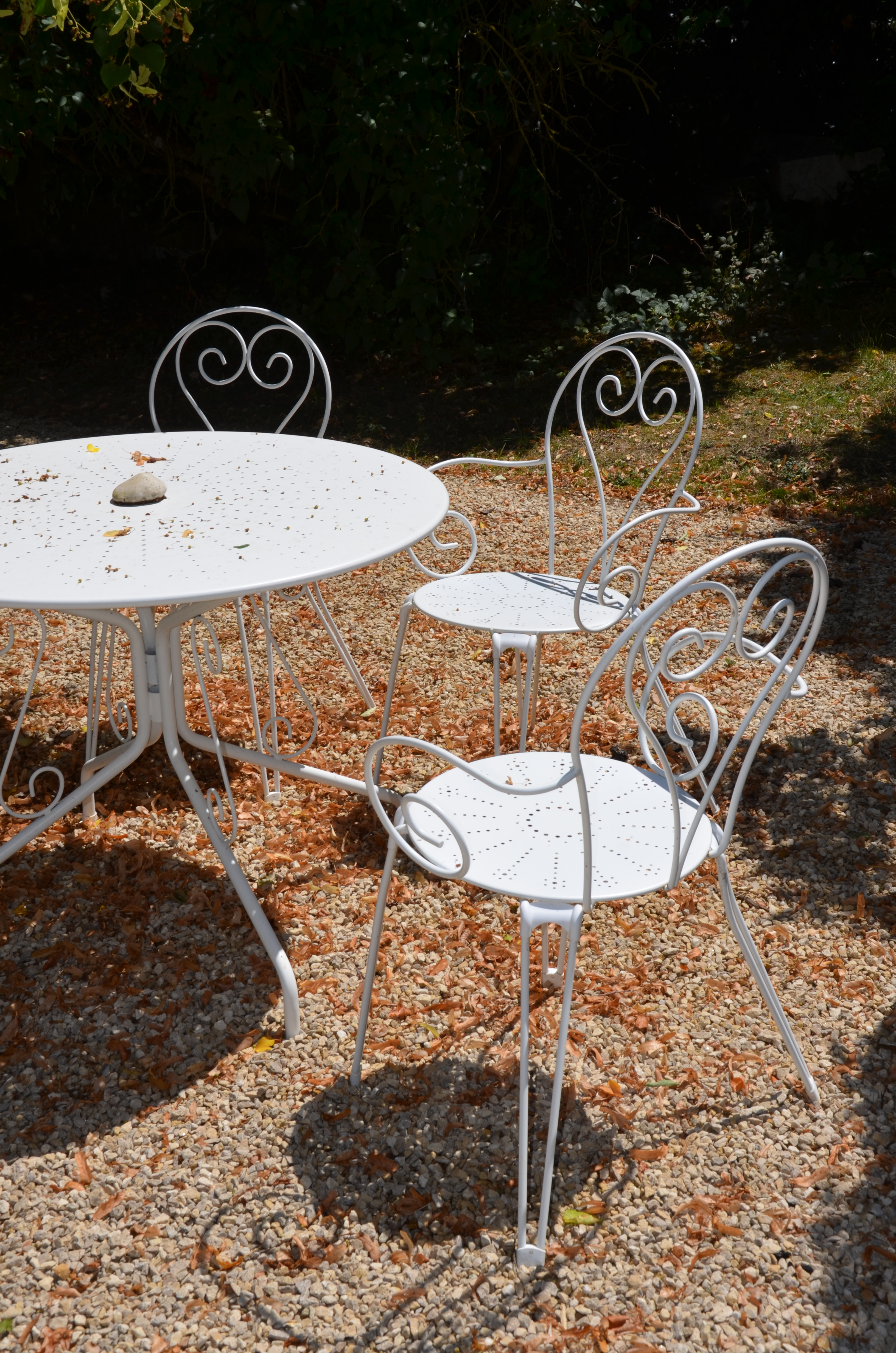
Mobilier de jardin en fer.

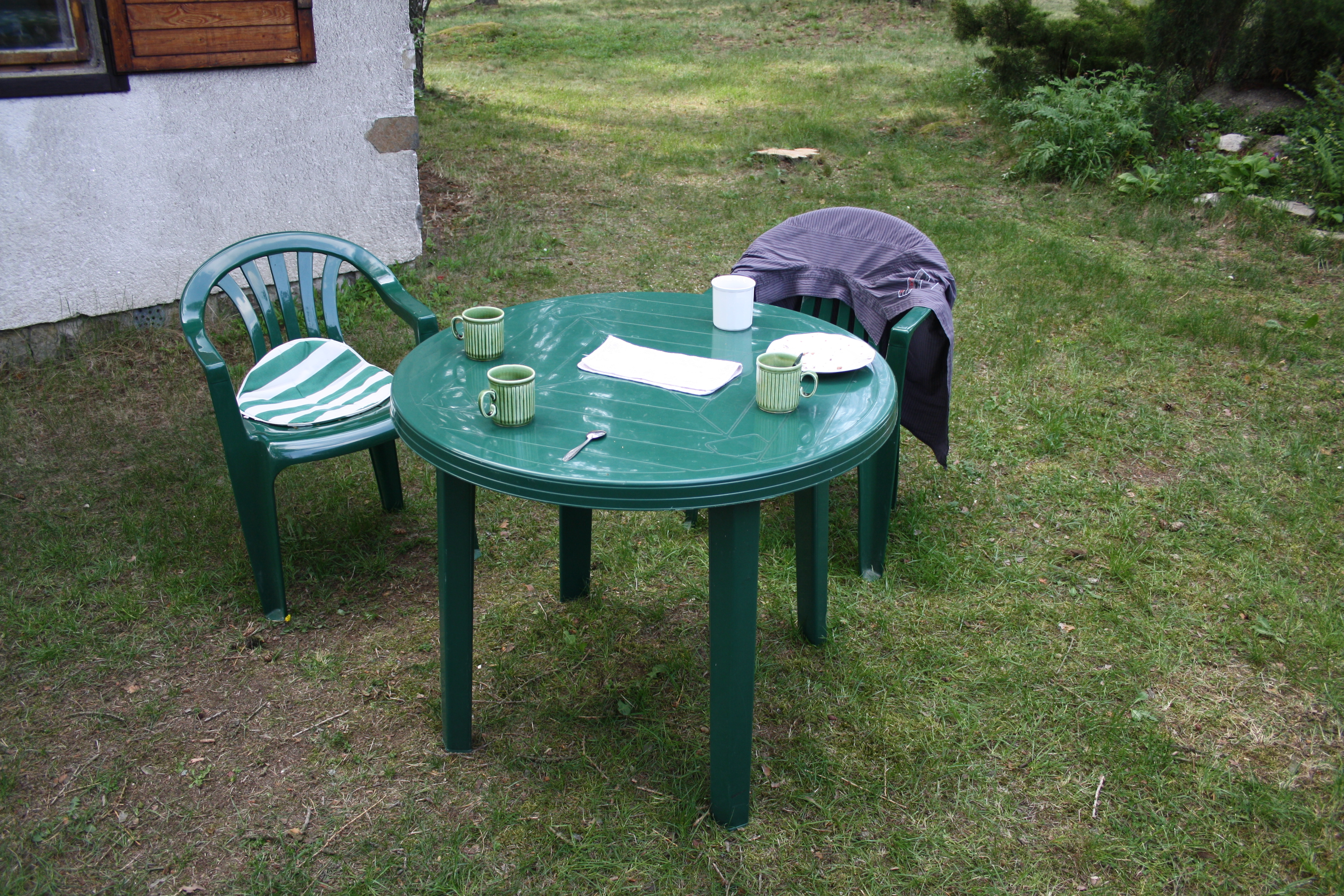
Mobilier de jardin en plastique.

Le mobilier de jardin est un type mobilier conçu pour l'usage en extérieur (jardin, terrasse), ce qui nécessite des matériaux résistants aux intempéries : pierre, métaux, verre, plastique, vinyle, bois traité.

## Le mobilier de jardin dans la culture
Larry Walters se servit en 1982 d'une chaise de jardin afin de survoler Los Angeles, accroché à des ballons à gaz.

## Quelques exemples
- Table, chaise, chaise transat, balancelle
- Parasol, paravent
- Chauffage d'extérieur